# Plage de Sainte-Claire
La plage de Sainte-Claire est une plage de sable volcanique gris située au sud de Goyave, en Guadeloupe.

## Description
La plage de Sainte-Claire, longue de 1,9 km, se situe au sud de Goyave dans l'Anse de Sable formée par, au nord, la pointe de la rivière à Goyave et, au sud, la pointe du Carénage. 
Ancienne plage familiale fréquentée et aménagée offrant une large ventilation et un cadre ombragé, elle est de nos jours (2025) délaissée en raison de l'envahissement permanent dont elle est le sujet par les sargasses.

## Histoire
La gabarre de 600 tonneaux La Loire, originaire de Brest, s'échoue près de la plage le 18 janvier 1852 après avoir heurté des récifs. Les militaires qu'elle transportait parviennent à construire un radeau pour débarquer sur la plage de Sainte-Claire. Les récifs portent depuis le nom de Caye La Loire. 
Les courants marins rejettent sur la plage, outre les sargasses, de nombreux morceaux de bois et déchets et parfois les corps de noyers tels en mai 2023 ceux de deux hommes perdus en mer. 

## Galerie

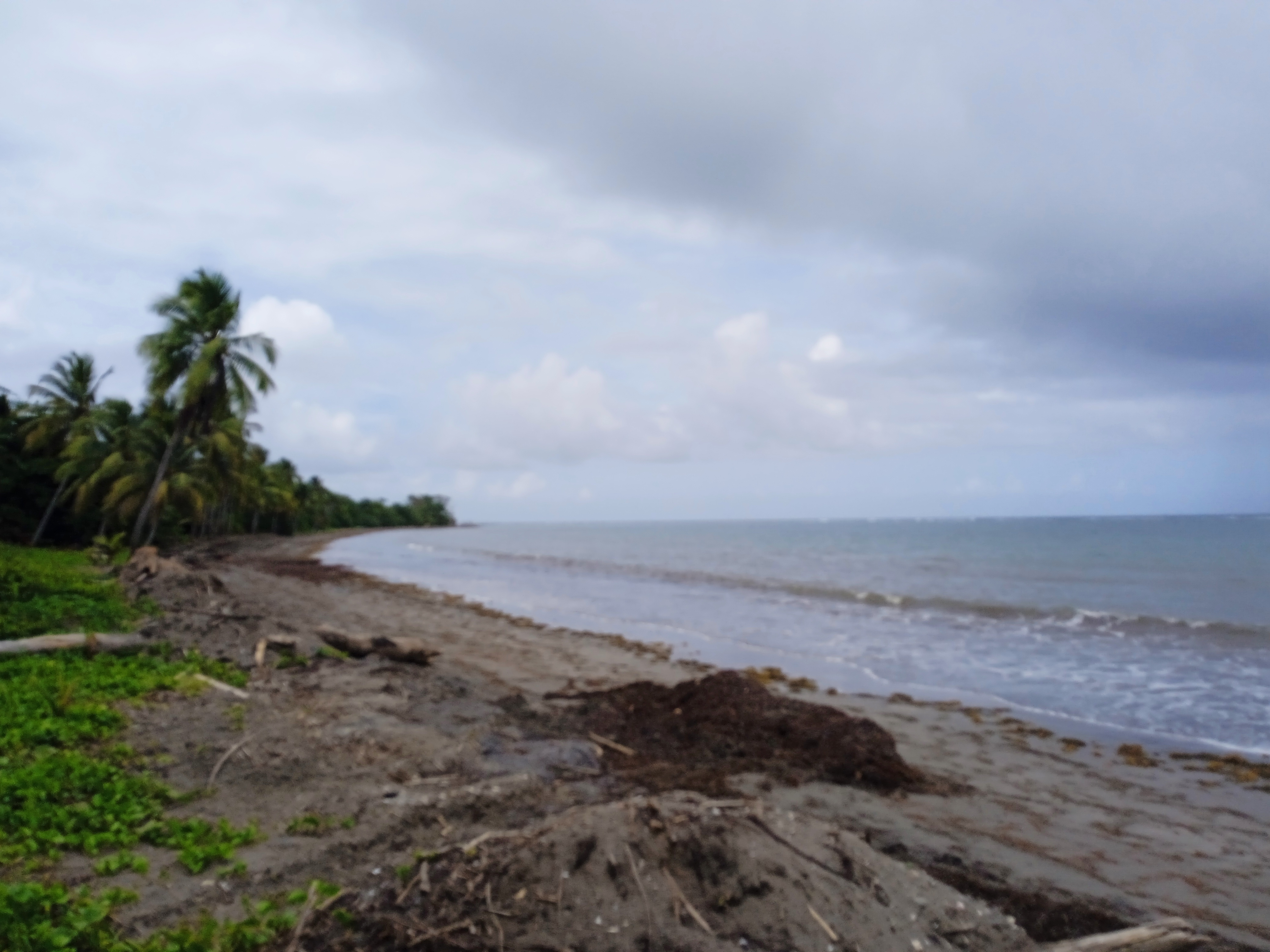
Plage de Sainte-Claire et pointe de la rivière à Goyave.
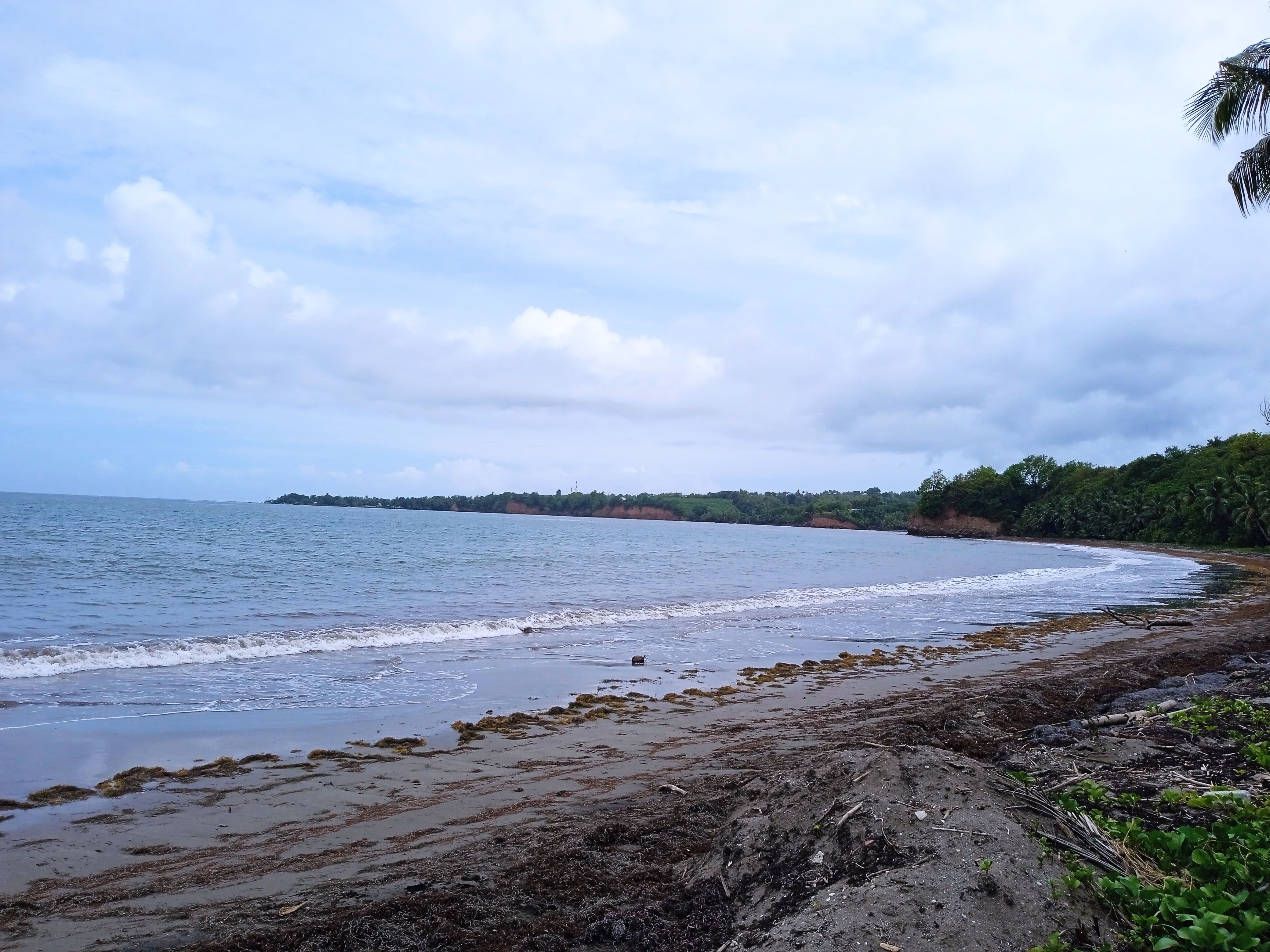
Plage de Sainte-Claire et pointe du Carénage.